# Legion Rzeczypospolitej Polskiej
Legion Rzeczypospolitej Polskiej – polskie zjednoczenie organizacji kombatanckich z okresu II Rzeczypospolitej o orientacji prawicowej, narodowej i antypiłsudczykowskiej, utworzone w 1927 przez grupę organizacji należących do Federacji Międzysojuszniczej Byłych Kombatantów (FIDAC).

## Historia
W grudniu 1925 wiceprezes FIDAC w Polsce Bernard Śliwiński zwołał konferencję zainteresowanych współpracą organizacji zrzeszających weteranów I wojny światowej i walk o granice II Rzeczypospolitej. Udział wzięły w niej zarządy Związku Towarzystw Powstańców i Wojaków Ziem Zachodnich RP, Związku Hallerczyków, Związku Oficerów Rezerwy Rzeczypospolitej Polskiej, Związku Powstańców Śląskich oraz Związku Inwalidów Wojennych RP. Zaakceptowana została koncepcja założenia Legionu (Centralnego Związku Związków) dla wspólnej reprezentacji interesów, odwołująca się do wzorców FIDAC, ale w jej wdrożeniu przeszkodził konflikt o prymat w planowanym zjednoczeniu, do którego prawo rościł sobie Związek Inwalidów Wojennych RP jako najliczniejszy.
Ostatecznie Legion powstał w Warszawie w 1927 na tle dążenia prawicowych środowisk kombatanckich do konsolidacji sił po przewrocie majowym. Wśród zrzeszonych w FIDAC członków-założycieli znalazły się Stowarzyszenie Dowborczyków, Związek Hallerczyków, Związek Oficerów w Stanie Spoczynku, Związek Obrońców Lwowa, Związek Oficerów Rezerwy RP (przystąpił 18 czerwca 1927, opuścił Legion po kilkunastu miesiącach) oraz Towarzystwo Powstańców i Wojskowych Okręgu Korpusu VIII. Dominowało w Legionie nastawienie wrogie wobec rządzącego obozu sanacyjnego z Józefem Piłsudskim na czele i ideologia narodowa w miejsce państwowej; przeciwne stanowisko zajęła założona 9 lutego 1928 Federacja Polskich Związków Obrońców Ojczyzny (FPZOO). Zaproszenie do udziału w Federacji odrzuciły zrzeszone już w Legionie Związek Hallerczyków, Związek Inwalidów Wojennych, Stowarzyszenie Dowborczyków i (początkowo) Związek Oficerów Rezerwy RP.
Według komunikatu w redagowanym przez Romana Wasilewskiego piśmie z zakresu obronności pt. „Szaniec” Legion połączył organizacje stojące na gruncie apolitycznym i bezpartyjnym, oddane idei dobra państwa polskiego. Celem zjednoczenia obok konsolidacji ideowej miała być praca nad utrwaleniem niepodległości i potęgi państwa, szerzenie przysposobienia wojskowego narodu, działalność społeczno-państwowa, kulturalno-oświatowa oraz szerzenie zasad FIDAC poprzez współpracę w ogniwach lokalnych, w łączności z komitetami przysposobienia wojskowego i wychowania fizycznego, z organizacjami gimnastycznymi i sportowymi. Legion miał liczyć około 350 tys. członków.
Związek działał w województwach zachodnich, głównie w województwie poznańskim, gdzie występował pod nazwą Legion Wielkopolski. Nie posiadał własnej prasy, korzystał gościnnie z wydawnictw Stronnictwa Narodowego i Ruchu Młodych.
Aktywnymi działaczami Legionu byli m.in. gen. Eugeniusz de Henning-Michaelis i Tadeusz Kurcyusz.
Po fiasku porozumienia między Legionem a FPZOO w październiku i listopadzie 1928 oba zrzeszenia przeszły do konfrontacji zakończonej zwycięstwem opcji prorządowej i porażką Legionu, który według Jarosława Tomasiewicza „nie odegrał istotniejszej roli”. 23 stycznia 1931 wiceprezesem FIDAC na Polskę został mianowany gen. bryg. Roman Górecki, prezes FPZOO.

## Władze Związku
- prezes gen. dyw. w st. spocz. Eugeniusz de Henning-Michaelis – były wiceminister spraw wojskowych.
- zastępcy: 1) płk rez. Franciszek Arciszewski – prezes Związku Hallerczyków, 2) Zygmunt Głowacki, były dyrektor departament Ministerstwa Sprawiedliwości, prezes Związku Towarzystwa Powstańców i Wojaków Dowództwa Okręgu Korpusu VII.
- sekretarz: Janusz Prawdzic-Kornacki, legionista, redaktor organu Związku Inwalidów Wojennych Rzeczypospolitej Polskiej, tygodnika „Inwalida”;
- skarbnik gen. dyw. w spocz. Gustaw Ostapowicz – prezes Stowarzyszenia Dowborczyków „Ku Chwale Ojczyzny”.
- członkowie: 1) Ludwik Stachecki – wiceprezes Conférence internationale des associations des mutilés de guerre et anciens combattants (CIAMAC), pierwszy wiceprzewodniczący zarządu głównego Związku Inwalidów Wojennych Rzeczypospolitej Polskiej, 2) ppłk. rez. dr. Stanisław Szurlej, adwokat, honorowy prezes Związku Oficerów Rezerwy, Marian Kantor, wiceprezes FIDAC-u i przewodniczący wydziału wykonawczego zarządu głównego Związku Inwalidów Wojennych Rzeczypospolitej Polskiej.
- Komisja Rewizyjna: Mieczysław Jakubowski, Feliks Wożniak, Roman Świtalski, Franciszek Pawlak i Stanisław Gacki.
- Sąd Związkowy: Edward Korytowski, Daniel Kęszycki, ks. Józef Pęcherek, Jerzy Eborowicz i Aleksander Dzierżawski[7].

STATUT ZRZESZENIA

§ 1.

Związki b. wojskowych tworzą zrzeszenie pod nazwą „Legion Rzeczypospolitej Polskiej”. Działalność Legionu R. P. rozciąga się na cały obszar Państwa Polskiego z siedzibą Zarządu Głównego w Warszawie. Legion R. P. może zakładać oddziały miejscowe sobie podległe, jak Legion Wojewódzki, Powiatowy i Miejski. Zakres ich działania określi regulamin. Legion R. P. ma osobowość prawną, której Legiony Miejscowe nie posiadają. Legion ma własną pieczęć, godło i sztandar.

§ 2

Legion R. P. jest zrzeszeniem bezpartyjnym, a celem jego jest:

1) praca nad utrwaleniem niepodległości i potęgi Państwa Polskiego;

2) współpraca w przysposobieniu wojskowym i wychowaniu fizycznym narodu;

3) szerzenie zasad stowarzyszenia międzysojuszniczego: Federation Interalliee des Anciens Combattants – Fidac;

4) pomoc moralna i materialna, jak również obrona interesów zrzeszonych związków, jak i poszczególnych członków tychże w szczególności w sprawach, skierowanych przez nich do władz i urzędów;

5) działalność społeczno-państwowa i kulturalno-oświatowa.

§ 3.

Dla osiągnięcia powyższych celów Legion R. P.:

a) urządza zebrania, odczyty, wydaje czasopisma, broszury, utrzymuje biblioteki, czytelnie i tp;

b) utrzymuje własne lokale towarzyskie;

c) tworzy i współpracuje w związkach sportowych i przysposobienia wojskowego;

d) zakłada instytucje, potrzebne do spełnienia celów Legionu R. P. i organizuje wydziały i sekcje dla poszczególnych zadań.

§ 4.

Członkowie Legionu L. P. dzielą się na:

1) zwyczajnych

2) nadzwyczajnych

3) honorowych.

Członkiem zwyczajnym może być każdy związek byłych wojskowych, posiadający statut zatwierdzony przez władze państwowe, a przyjęty na zebraniu konstytuującym względnie na posiedzeniu Zarządu. Członkiem nadzwyczajnym może być każda organizacja zalegalizowana przez władze państwowe, która w statucie swym przewiduje opiekę czy pomoc jakiegokolwiek rodzaju dla żołnierzy w czynnej służbie, lub. b. wojskowych. Członkiem honorowym może być osoba, zasłużona dla związków byłych wojskowych, a mianowana przez Walne Zebranie. Wszyscy członkowie mają prawo korzystania z urządzeń zrzeszenia, jednakowoż prawo głosowania oraz czynne i bierne prawo wyborcze do władz Legionu posiadają wyłącznie członkowie zwyczajni. Członkowie nadzwyczajni tworzą przy Legionie R. P. sekcję pod nazwą „Pomocniczy Legion R. P.”, którego zakres działalności ustali regulamin zatwierdzony przez Zarząd Główny Legionu R. P.

§ 5.

Na czele Legionu R. P. stoi Zarząd Główny, składający się z podwójnej ilości członków, jak ilość zrzeszonych związków. Z tej ilości połowa jest delegowana, ma stałe miejsce w Zarządzie zarezerwowane po jednym dla przedstawicieli wszystkich zrzeszonych związków, druga zaś połowa wraz z zastępcami wybierana jest co dwa lata na Walnym Zebraniu Legionu R. P. Zadaniem Zarządu Głównego jest:

1) urzeczywistnienie celów Legionu R. P. wskazanych w § 2 niniejszego statutu, oraz wykonywanie uchwał Walnego Zebrania;

2) przyjmowanie członków zwyczajnych i nadzwyczajnych;

3) zarząd majątkiem;

4) wydawanie regulaminów, przepisanych niniejszym statutem;

5) załatwienie wszelkich spraw, niezastrzeżonych Walnemu Zebraniu;

6) reprezentacja Legionu R. P. wewnątrz Państwa i zagranicą.

§ 6.

Zarząd wybiera spośród siebie prezesa, dwóch wiceprezesów, sekretarza i jego zastępcę, oraz skarbnika i jego zastępcę na przeciąg 2 lat. Prezydium stanowi: Prezes, jeden wiceprezes, skarbnik i sekretarz. W razie przeszkody wchodzą w ich miejsce zastępcy. Zakres działania Prezydium określi regulamin.

§ 7.

Uchwały Zarządu zapadają większością 2/ 3 członków Zarządu obecnych w liczbie co najmniej 6-ciu, którzy reprezentują więcej niż połowę zrzeszonych związków.

§ 8.

Corocznie w pierwszym półroczu musi być zwołane przez Zarząd Walne Zebranie z następującym zakresem działania;

a) zmiana statutu;

b) wybór Zarządu, Komisji Rewizyjnej i Sądu Związkowego na przeciąg lat 2-ch;

c) ustalenie wysokości składek;

d) zatwierdzenie budżetu i uchwalenie absolutorium:

e) uchwalenie głównych wytycznych dla prac Zarządu;

f) mianowanie członków honorowych;

g) wybór Sądu Związkowego;

h) rozwiązanie Legionu R. P. (§ 15).

Nadzwyczajne Walne Zebranie może być zwołane przez Zarząd w razie potrzeby, a musi być zwołane na żądanie Komisji Rewizyjnej, iub przynajmniej 1,3 członków zwyczajnych z podaniem porządku dziennego. O terminie zwołania zebrania muszą być zawiadomieni członkowie listownie, co najmniej na 30 dni.

§ 9.

W Walnym Zebraniu biorą udział z głosem decydującym członkowie Zarządu i Komisji Rewizyjnej (prócz spraw wymienionych w § 8, lit. d. statutu), oraz delegaci zrzeszonych w charakterze członków zwyczajnych związków, w ilości jednego na każdy choćby niepełny tysiąc członków, za których dany związek opłaca składki. Ilość przedstawicieli jednego związku nie może sięgać połowy ogółu delegatów.

§ 10.

Wysokość składek określa corocznie Walne Zebranie. Wpisowe wynosi 100 zł.

§ 11.

Majątek Legionu skład się z wpisowego i składek, ofiar, darowizn, legatów itp.

§ 12
Wszelkie zobowiązania, umowy, kontrakty i tp. oraz przyjmowanie darowizn imieniem Legionu R. P. podpisują łącznie: Prezes, sekretarz i skarbnik Zarządu Głównego, względnie ich zastępcy.

§ 13.
Komisja Rewizyjna składa się z 5 osób, wybranych przez Walne Zebranie, a urzęduje w składzie co najmniej 3-ch osób, w sposób regulaminem określony; kontroluje ona gospodarkę finansową Legionu R. P., stawia wnioski o uchwalenie absolutorium i ma prawo zwołania Nadzwyczajnego Walnego Zebrania (§ 8 statutu).

§ 14.

Sąd Związkowy składa się z 5-ciu osób, wybranych przez Walne Zebranie, w celu rozstrzygania sporów pomiędzy związkami i wśród organów Legionu R. P. Tok postępowania Sądu Związkowego określa regulamin.

§ 15.

Członkostwo gaśnie z powodu:

a) nieuiszczenia składek przez okres sześciomiesięczny, o ile Zarząd z ważnych powodów nie udzieli prolongaty nie dłuższej jednak, niż na dalsze 6 miesięcy;

b) wystąpienia;

c) rozwiązania przez władze, lub zaprzestania działalności;

d) wykluczenia przez Sąd Związkowy na wniosek Zarządu.

§ 16.

Rozwiązanie Legionu R. P. może nastąpić na skutek uchwały Walnego Zebrania, złożonego przynajmniej z 2/3 ogólnej liczby uprawnionych do głosowania, większością 3/4 obecnych. Rozwiązanie Legionu R. P. musi nastąpić, jeśli pozostanie w nim mniej niż trzy związki.
W obu wypadkach majątek Legionu R. P. przechodzi na rzecz członków, w wysokości proporcjonalnej do sum wpłaconych przez członków do Legionu R. P.
1) Stowarzyszenie Dowborczyków „Ku Chwale Ojczyzny”

2) Związek Hallerczyków.

3) Związek Inwalidów Wojennych Rzeczypospolitej Polskiej.

4) Związek Obrońców Lwowa z Listopada 1918 r.

5) Związek Oficerów Rezerwy Rzeczypospolitej Polskiej.

6) Związek Towarzystw Powstańców i Wojaków D. O. K. V II.